# Arrowhead Stadium
Arrowhead Stadium is een American football stadion in Kansas City. Het stadion opende zijn deuren in 1972. Vaste bespelers zijn de Kansas City Chiefs. 
BMO Field (Toronto) · BC Place Stadium (Vancouver)
Estadio Akron (Guadalajara) · Aztekenstadion (Mexico-Stad) · Estadio BBVA (Monterrey)
Arrowhead Stadium (Kansas City) · AT&T Stadium (Dallas) · Gillette Stadium (Boston) · Hard Rock Stadium (Miami) · Levi's Stadium (San Francisco) · Lincoln Financial Field (Philadelphia) · Lumen Field  (Seattle) · Mercedes-Benz Stadium (Atlanta) · MetLife Stadium (New York/New Jersey) · NRG Stadium (Houston) · SoFi Stadium (Los Angeles)